# Dziewosłęb
Dziewosłęb, dziewosłąb – termin utworzony jako tłumaczenie łacińskiego wyrażenia paranymphus. W XVI w. jeden ze swoich wierszy poświęca mu Jan Kochanowski w utworze o tym samym tytule.
Jest to funkcja związana z zamążpójściem, od pewnego momentu wyparta przez określenie swat. W źródłach pochodzących z okresu Polski wczesnonowożytnej częściej pojawia się jednak dziewosłąb.
Pochodzenie obu słów jest różne, dlatego można wnioskować o ich różnych pierwotnie znaczeniach, czego świadomość zatarła się około XVI w. Omawiany termin pochodzi od słów „dziewę snębić”, gdzie snębić oznacza zaślubiać. U Polaków, tak jak u wszystkich Słowian, pojawia się określenie wesela jako „swadźby”, która z kolei była podstawą do utworzenia określenia swat.
Zadania spoczywające na dziewosłębach na przestrzeni wieków ulegały zmianie. XV-wieczne zapiski mówią, że byli oni istotni do zawierania układów majątkowych towarzyszących ślubom, mieli być również świadkami, bez których zawarcie małżeństwa nie mogło dojść do skutku. W odróżnieniu od swata jest on wysłannikiem pomagającym w przeprowadzeniu zaślubin, oddelegowanym przez rody obydwojga małżonków. W związku z odmiennym prawem kościelnym, funkcjonującym przed soborem trydenckim, można odróżnić pojęcia dziewosłęba oraz swata, gdyż rola tego pierwszego była bardziej rozbudowana i pokrywała się z rolą dzisiejszego kapłana. Jeśli słowa formuły zaślubin zawierały wszystkie wymagane informacje, dziewosłęb mógł zastąpić księdza. Rola swata i dziewosłęba była również odróżniana przez Mikołaja Reja w Żywocie poczciwego człowieka, gdzie padają słowa: „miejże ty Pana Boga dziewosłębem, a Anioły jego swaty”.
Funkcja dziewosłęba na przestrzeni stuleci zaginęła, a sam termin stał się synonimem swata, czyli najczęściej mężczyzny, który prosi o rękę kobiety w imieniu innego mężczyzny. Na wyraz możemy się natknąć już tylko w języku literackim, choć w gwarze ludowej występował jeszcze w początkach XX w.